# 아방 조하리 오펭

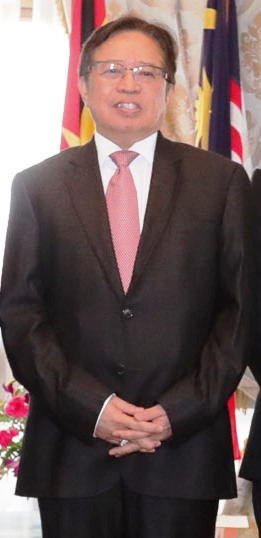

아방 조하리 오펭(Abang Johari Openg, 1950년 8월 4일 ~ )은 말레이시아의 정치인으로, 현재 사라왁주의 총리이다. 2017년 1월 13일 사망한 아데난 사템의 뒤를 이어 새 총리로 임명되었다.